# Denel Land Systems
Denel Land Systems— підприємство оборонного виробництва ПАР. Вони відповідають за розробку та виробництво систем від артилерії (таких як гаубиця G5 і гаубиця G6) до стрілецької зброї, такої як штурмова гвинтівка R4.. Розташоване у місті Центуріон, ПАР. Належить компанії Denel.

## Продукти

### Транспортні засоби
- Rooikat[2] — бойова броньована машина 8x8 із 76 мм (3,0 дюйма) гарматою GT4 у вежі
- БМП «Барсук» — колісна бойова машина піхоти 8х8
- G7 — T7-52 105 мм (4,1 дюйма) легка гаубиця
- G5[3] — 155 мм (6,1 дюйма) буксирувана гаубиця T6-52
- G6 Rhino[3] — 155 мм (6,1 дюйма) самохідна гаубиця T6-52
- G6 Marksman[3] — базова машина G6 у поєднанні з вежею Marksman ЗСУ

### Турелі
- MCT 12.7[4] — вежа з 12,7 мм (0,50 дюйма) кулеметом
- LCT 20[4] — вежа з гарматою GA-1 калібру 20 мм (0,79 дюйма)
- LCT 30[4] — вежа з гарматою GI-30 калібру 30 мм (1,2 дюйма)
- MCT 30[4] — вежа з гарматою GI-30 калібру 30 мм (1,2 дюйма)
- LCT 30 ATGM[4] — вежа з 30 мм (1,2 дюйма) гарматою GI-30 і чотирма пусковими установками ПТРК Інгве
- LMT 105[2] — вежа з танковою гарматою GT7 калібру 105 мм (4,1 дюйма)
- T7-52[3] — вежа з гарматою-гаубицею GT7[2] калібру 105 мм (4,1 дюйма)
- T6-52[3] — вежа зі 155-мм гарматою-гаубицею Denel 155-мм (6,1 дюйма) гаубицею
- T5-52[3] — вежа зі 155-мм гаубицею Denel 155-мм (6,1 дюйма) гаубицею, встановленою на вантажівці
- Міномет MCT 60[4] — вежа з мінометом M10 калібру 60 мм (2,4 дюйма)
- Ракета MCT[4] — вежа з двома пусковими установками ПТРК Інгве
- Vektor GA-1[5] — гармата 20 мм × 82 мм (0,79 × 3,23 дюйма) для турелей
- Гармата Denel GI-2[5] 20 мм × 139 мм (0,79 дюйма × 5,47 дюйма) для турелей або військово-морського застосування
- Denel GI 30[5] — 30 мм (1,2 дюйма) гармата для башт
- 35-мм гармата подвійного призначення Denel — 35-мм (1,4-дюймова) морська гармата, система озброєння близького приближення
- Denel GT4 — 76 мм (3,0 дюйма) нарізна гармата для башт
- Denel GT7 — 105 мм (4,1 дюйма) легка гармата для башт
- 155-мм гаубиця Denel — важка гармата 155 мм (6,1 дюйма) для турелей

### Мінометні системи
- Міномет M10[5] — міномет калібру 60 мм (2,4 дюйма) для башт
- M4 60[6][4] — 60 мм (2,4 дюймів) міномет коммандос
- M6 60[6][4]- міномет калібру 60 мм (2,4 дюйма).
- M8 81[6] — міномет калібру 81 мм (3,2 дюйма).

### Стрілецька зброя
- Vektor SP1 — напівавтоматичний пістолет калібру 9 мм (0,35 дюйма).
- Vektor R1/R2/R3 — бойова гвинтівка калібру 7,62 мм (0,300 дюйма)
- Vektor R4/R5/R6 — штурмова гвинтівка калібру 5,56 мм (0,219 дюйма)
- Vektor CR-21 — штурмова гвинтівка буллпап калібру 5,56 мм (0,219 дюйма) (лише прототип)
- Vektor Mini-SS — ручний кулемет калібру 5,56 мм (0,219 дюйма).
- Vektor Mini-SS Compact[6] — компактний легкий кулемет калібру 5,56 мм (0,219 дюйма)
- Vektor SS-77[6] — середній кулемет калібру 7,62 мм (0,300 дюйма)
- Vektor DMG-5[6] — середній кулемет калібру 7,62 мм (0,300 дюйма)
- Denel NTW-20[6] — 14,5 мм × 114 мм (0,57 × 4,49 дюйма), 20 мм × 82 мм (0,79 × 3,23 дюйма) і 20 мм × 110 мм (0,79 × 4,33 дюйма) є анти-бойова гвинтівка
- Denel Y3 AGL[6] — автоматичний гранатомет 40 мм × 53 мм (1,6 × 2,1 дюйма)